# 生態塔

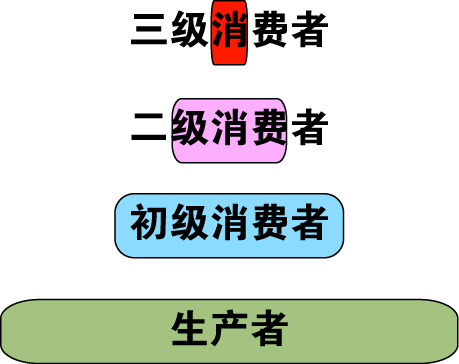
生态塔图示

生態塔（ecological pyramid）或生態金字塔，又稱能量塔（energy pyramid）、营养塔（trophic pyramid），是某生態系統中各營養級所占的生物質能或拥有的生物质能生产力的图形表示，用来表达各级之间生物能量的传递关系。因生物质能及其生产力一般都逐级向上递减而状如塔或金字塔而得名。
生态塔的最低一级为生产者，其上依次为初级（食草生物）、次级（捕食食草生物者）和三級消费者（捕食次级消费生物）等，有時會有捕食三級消費者的第四級消費者。

## 生物質能塔
生物质能塔主要按每平方面积中各营养级的生物量（如克/平方米或卡路里/平方米）来计算。也有按生物个体数量计算的，称为数量塔。
一般来说，生物质能在自下而上的传递中会有损耗，某一级的生物质不会全部被上一级所利用。例如食草动物的皮毛和骨头虽然属于生物质能，其能量来自下一级的植物，但不能为其上级的肉食动物所消化利用。
生物质能塔有的时候会出现反转现象：自养生物（尤其是水生的藻类和浮游生物）供养比自身生物质能还多的草食生物。这是因为静态的生物质能没有考虑到动态的转换率。自养生物因为其生命周期短，在一定时间内的生物质能总产量其实大于生命周期长的上一级生物。
另外，个体大小不同也會令生物数量塔出现反转，例如一个大型宿主可以同时供养很多小型寄生物。

## 生产力塔
生产力塔表现的是动态的生物质能产生速率，或能量沿食物链流动的速率。其单位为克/（平方米×年）或卡路里/（平方米×年）。
在健康的生态系统中，生物质能的生产力从低到高营养级也呈逐级减少的趋势。这是因为能量传递存在一定的损耗。每一级的生物不但需要产生足够繁衍自身的能量，而且在经过有损耗传递后还要供养上一级生物并使其稳定繁衍。
一般来说，能量在两个营养级中间的传递效率只有10%左右，所以生产力塔依100，10，1，0.1,……的比例向上缩小，而且其总级数一般不会超过5级。反转的生产力塔经常意味着生态系统进入不平衡的状态。但如果有本地食物网外的食物来源的话，生产力塔可出现局部反转，而不代表系统本身失衡。
生产力塔考虑到了一定时间内的生物质能变化，从而能更有意义的对生物质能水平相近但生命周期不同的各种生物进行比较。在封闭的生态系统中，生产力塔由于能量守恒而不会出现反转现象。另外，太阳能也可以包括在其计算之中。
生产力塔的不足之处在于：
- 生物质能的产生速率需要通过时间来追踪测量
- 有些生物（例如杂食动物）所属的营养级不很清楚。另外，分解生物在生态塔中的位置也很难确定。